# Дискографія Megadeth
Дискографія Megadeth, американського треш-метал гурту складається з 16 студійних альбомів, 6 концертних альбомів, 7 збірок, 1 мініальбом, 52 синглів, 10 відеоальбомів і 44 музичні кліпи.
Після того, як гітарист Дейв Мастейн був звільнений з гурту Metallica, він разом з бас-гітаристом Девідом Еллефсоном, гітаристом Грегом Хендевідтом та барабанщиком Діжоном Карратерсом в 1983 році створює гурт Megadeth. В кінці 1984 року колектив підписує контракт з незалежним лейблом Combat Records. Дебютний альбом гурту Killing Is My Business... and Business Is Good! (1985) добре продавався для незалежного лейбла, за рахунок чого Megadeth привернули до себе увагу великих компаній. До кінця року було підписано контракт з лейблом Capitol Records. Першим великим релізом під маркою цієї фірми став альбом Peace Sells... But Who's Buying?, що вийшов у світ в 1986 році і став першим платиновим диском в історії Megadeth.
Перед записом третього альбому Мастейн звільняє зі складу Кріса Поланда та Гара Самуельсона та замінює їх на Джеффа Янга та Чака Белера відповідно. Новим складом в 1988 році група записує третій альбом So Far, So Good... So What! Цей реліз був зустрінутий критиками достатньо прохолодно, однак, як і попередній альбом, він так само отримав платиновий статус. Роком пізніше обидва музиканта були замінені гітаристом Марті Фрідманом та барабанщиком Ніком Менца. В 1990 році виходить черговий платиновий альбом Rust in Peace, в якому ясно чуються елементи як треш-, так і спід-метала. Сингли з цього релізу «Holy Wars... The Punishment Due» і «Hangar 18» потрапили в Топ 15 хіт-парадів Ірландії та Великої Британії. Через два роки Megadeth випускають свій найбільш комерційно успішний альбом Countdown to Extinction, який продався загальним числом більше двох мільйонів копій, завдяки чому отримав двічі платиновий статус. Експерименти над музичним жанром продовжилися — в Countdown to Extinction звучання змішується з класичним хеві-металом. Альбом зайняв друге місце в Billboard 200. Сингл «Symphony of Destruction» сягає 71 номери в Billboard Hot 100.
Youthanasia (1994 року) доходить до четвертого місця в Billboard 200. Альбом не повторює успіх попереднього альбому, ставши платиновим один раз. Сингли «Train of Consequences» і «À Tout le Monde» потрапляють в топ-30 Hot Mainstream Rock Tracks. Такий студійний альбом Cryptic Writings]] вийшов у 1997 році та домігся статусу золотого. Сингл «Trust» займає п'яте місце в Hot Mainstream Rock Tracks. Через рік на місце барабанщика приходить Джиммі Деграссо, і в такому складі гурт записує альбом Risk, що вийшов в 1999 році. У даній роботі відчувається вплив альтернативного метала. Нове звучання викликало критику та нерозуміння з боку фанатів, тому Risk став комерційним провалом для Megadeth. В 2000 році Фрідман покидає групу та замінюється гітаристом Елом Пітрелли. Незабаром після цього Megadeth підписують контракт з лейблом Sanctuary Records. Під маркою цього лейбла в 2001 році]] група випускає альбом The World Needs a Hero. На початку 2002 року Мастейн важко пошкоджує руку і оголошує про розпад гурту.
В 2004 році Мастейн знову збирає Megadeth. У цьому ж році виходить альбом The System Has Failed. Такі студійні альбоми (вийшли на новому лейблі Roadrunner Records) United Abominations (2007) та Endgame (2009) зайняли 8 і 9 сходинку в Billboard 200 відповідно.

## Студійні альбоми
| Рік  | Альбом                                                                                  | Найвищі позиції в чартах | Найвищі позиції в чартах | Найвищі позиції в чартах | Найвищі позиції в чартах | Найвищі позиції в чартах | Найвищі позиції в чартах | Найвищі позиції в чартах | Найвищі позиції в чартах | Найвищі позиції в чартах | Найвищі позиції в чартах | Найвищі позиції в чартах | Найвищі позиції в чартах | Найвищі позиції в чартах | Найвищі позиції в чартах | Найвищі позиції в чартах | Найвищі позиції в чартах | Сертифікації                                                                                         |
| Рік  | Альбом                                                                                  | AU                       | AT                       | BE                       | CA                       | CH                       | DE                       | FI                       | FR                       | IT                       | JP                       | NL                       | NO                       | NZ                       | SE                       | UK                       | US                       | Сертифікації                                                                                         |
| ---- | --------------------------------------------------------------------------------------- | ------------------------ | ------------------------ | ------------------------ | ------------------------ | ------------------------ | ------------------------ | ------------------------ | ------------------------ | ------------------------ | ------------------------ | ------------------------ | ------------------------ | ------------------------ | ------------------------ | ------------------------ | ------------------------ | --- |
| 1985 | Killing Is My Business... and Business Is Good! - Реліз: 11 травня - Лейбл: Fiction     | —                        | —                        | —                        | —                        | —                        | —                        | —                        | —                        | —                        | —                        | —                        | —                        | —                        | —                        | —                        | —                        | |
| 1986 | Peace Sells... But Who's Buying? - Реліз: 18 квітня - Лейбл: Fiction                    | —                        | —                        | —                        | —                        | —                        | —                        | —                        | —                        | —                        | —                        | —                        | —                        | —                        | —                        | —                        | 76                       | Список - FR: Золотий                                                                                 |
| 1988 | So Far, So Good... So What! - Реліз: 10 квітня - Лейбл: Fiction                         | —                        | —                        | —                        | 40                       | 28                       | 27                       | 5                        | —                        | —                        | —                        | 51                       | —                        | 41                       | 37                       | 18                       | 28                       | Список - UK: Срібний                                                                                 |
| 1990 | Rust in Peace - Реліз: 3 травня - Лейбл: Fiction                                        | 47                       | —                        | 2                        | 70                       | 29                       | 21                       | 19                       | —                        | —                        | —                        | —                        | —                        | 35                       | 34                       | 8                        | 23                       | |
| 1992 | Countdown to Extinction - Реліз: 30 квітня - Лейбл: Fiction                             | 14                       | 12                       | —                        | 25                       | 16                       | 15                       | 8                        | —                        | —                        | —                        | —                        | —                        | 5                        | 10                       | 5                        | 2                        | Список - UK: Срібний                                                                                 |
| 1994 | Youthanasia - Реліз: 26 серпня - Лейбл: Fiction                                         | 9                        | 26                       | 30                       | 11                       | 32                       | 13                       | 2                        | 14                       | —                        | —                        | —                        | —                        | 10                       | 4                        | 6                        | 4                        | Список - AUS: Золотий - FR: Золотий - UK: Золотий - US: Золотий                                      |
| 1997 | Cryptic Writings - Реліз: 25 травня - Лейбл: Fiction                                    | 43                       | 30                       | 44                       | 17                       | 45                       | 22                       | 2                        | 14                       | —                        | —                        | —                        | —                        | 34                       | 15                       | 38                       | 10                       | Список - FR: Золотий - UK: Золотий - US: Платиновий                                                  |
| 1999 | Risk - Реліз: 1 травня - Лейбл: Fiction                                                 | —                        | 34                       | —                        | 14                       | —                        | 38                       | 8                        | 37                       | —                        | —                        | —                        | —                        | 27                       | 17                       | 29                       | 16                       | Список - CH: Золотий - DE: Золотий - ES: Платиновий - FR: 2×Золотий - UK: Золотий - US: 2×Платиновий |
| 2001 | The World Needs a Hero - Реліз: 21 квітня - Лейбл: Fiction                              | —                        | 59                       | —                        | —                        | 94                       | 36                       | 23                       | 28                       | 24                       | —                        | —                        | —                        | —                        | 38                       | 45                       | 16                       | Список - AUS: Платиновий - CH: Золотий - UK: Золотий - US: Платиновий                                |
| 2004 | The System Has Failed - Реліз: 6 травня - Лейбл: Fiction                                | —                        | 43                       | 89                       | 10                       | 57                       | 29                       | 12                       | 28                       | 40                       | —                        | —                        | —                        | —                        | 14                       | 60                       | 18                       | Список - US: Золотий                                                                                 |
| 2007 | United Abominations - Реліз: 14 лютого - Лейбл: Fiction                                 | 23                       | 17                       | 62                       | 5                        | 38                       | 28                       | 2                        | 40                       | 24                       | —                        | —                        | —                        | —                        | 15                       | 23                       | 8                        | Список - CH: Золотий                                                                                 |
| 2009 | Endgame - Реліз: 28 червня - Лейбл: I AM, Geffen                                        | 11                       | 22                       | 38                       | 4                        | 32                       | 21                       | 7                        | 28                       | 26                       | —                        | —                        | —                        | 17                       | 17                       | 24                       | 9                        | Список - UK: Срібний                                                                                 |
| 2011 | Thirteen - Реліз: 27 жовтня - Лейбл: I AM, Geffen                                       | 13                       | 28                       | 74                       | 8                        | 23                       | 25                       | 8                        | 49                       | 41                       | —                        | —                        | —                        | 13                       | 18                       | 34                       | 11                       | Список - PL: Золотий                                                                                 |
| 2013 | Super Collider - Реліз: 4 червня - Лейбл: Tradecraft/Universal                          | 28                       | 26                       | —                        | 4                        | 21                       | 24                       | 4                        | 43                       | —                        | 12                       | 36                       | —                        | —                        | 15                       | 22                       | 6                        | |
| 2016 | Dystopia - Реліз: 22 січня - Лейбл: Tradecraft / Universal                              | 6                        | 14                       | —                        | 3                        | 19                       | 10                       | 3                        | 39                       | —                        | 16                       | 25                       | —                        | —                        | 7                        | 11                       | 3                        | |
| 2022 | The Sick, the Dying... and the Dead! - Реліз: 2 вересня - Лейбл: Tradecraft / Universal | TBA                      |                          |                          |                          |                          |                          |                          |                          |                          |                          |                          |                          |                          |                          |                          |                          | |

## Сингли
| Рік                                                                           | Пісня                                | Позиція в чартах | Позиція в чартах | Позиція в чартах | Позиція в чартах | Позиція в чартах | Позиція в чартах | Позиція в чартах | Альбом                                 |
| Рік                                                                           | Пісня                                | US               | US Main.         | AUS              | CAN              | IRL              | NZ               | UK               | Альбом                                 |
| ----------------------------------------------------------------------------- | ------------------------------------ | ---------------- | ---------------- | ---------------- | ---------------- | ---------------- | ---------------- | ---------------- | -------------------------------------- |
| 1986                                                                          | «Wake Up Dead»                       | —                | —                | —                | —                | —                | —                | 65               | Peace Sells… But Who's Buying?         |
| 1986                                                                          | «Peace Sells»                        | —                | —                | —                | —                | —                | —                | —                | Peace Sells… But Who's Buying?         |
| 1988                                                                          | «Mary Jane»                          | —                | —                | —                | —                | —                | 46               | 46               | So Far, So Good… So What!              |
| 1988                                                                          | «Anarchy in the U.K.»                | —                | —                | —                | —                | —                | 13               | 45               | So Far, So Good… So What!              |
| 1988                                                                          | «In My Darkest Hour»                 | —                | —                | —                | —                | —                | —                | —                | So Far, So Good… So What!              |
| 1988                                                                          | «Hook in Mouth»                      | —                | —                | —                | —                | —                | —                | —                | So Far, So Good… So What!              |
| 1989                                                                          | «Liar»                               | —                | —                | —                | —                | —                | —                | —                | So Far, So Good… So What!              |
| 1989                                                                          | «No More Mr. Nice Guy»               | —                | —                | 48               | —                | 7                | —                | 13               | Shocker                                |
| 1990                                                                          | «Holy Wars... The Punishment Due»    | —                | —                | —                | —                | 12               | —                | 24               | Rust in Peace                          |
| 1991                                                                          | «Hangar 18»                          | —                | —                | —                | —                | 25               | —                | 26               | Rust in Peace                          |
| 1992                                                                          | «Foreclosure of a Dream»             | —                | 30               | —                | —                | —                | —                | —                | Countdown to Extinction                |
| 1992                                                                          | «Symphony of Destruction»            | 71               | 29               | —                | 91               | 14               | 15               | 15               | Countdown to Extinction                |
| 1993                                                                          | «Skin o' My Teeth»                   | —                | —                | —                | —                | 11               | —                | 13               | Countdown to Extinction                |
| 1993                                                                          | «Sweating Bullets»                   | —                | 27               | —                | —                | 18               | —                | 26               | Countdown to Extinction                |
| 1994                                                                          | «Crown of Worms»                     | —                | —                | —                | —                | —                | —                | —                | Non-album single                       |
| 1994                                                                          | «Train of Consequences»              | —                | 29               | —                | —                | —                | —                | 22               | Youthanasia                            |
| 1995                                                                          | «A Tout le Monde»                    | —                | 31               | —                | —                | —                | —                | —                | Youthanasia                            |
| 1995                                                                          | «Angry Again»                        | —                | 18               | —                | —                | —                | —                | —                | Hidden Treasures                       |
| 1995                                                                          | «99 Ways to Die»                     | —                | 23               | —                | —                | —                | —                | —                | Hidden Treasures                       |
| 1997                                                                          | «Trust»                              | —                | 1                | —                | —                | —                | —                | —                | Cryptic Writings                       |
| 1997                                                                          | «Almost Honest»                      | —                | 8                | —                | —                | —                | —                | —                | Cryptic Writings                       |
| 1998                                                                          | «Use the Man»                        | —                | 15               | —                | —                | —                | —                | —                | Cryptic Writings                       |
| 1998                                                                          | «A Secret Place»                     | —                | 19               | —                | —                | —                | —                | —                | Cryptic Writings                       |
| 1999                                                                          | «Crush 'Em»                          | —                | 6                | —                | —                | —                | —                | —                | Risk                                   |
| 2000                                                                          | «Breadline»                          | —                | 6                | —                | —                | —                | —                | —                | Risk                                   |
| 2000                                                                          | «Insomnia»                           | —                | 26               | —                | —                | —                | —                | —                | Risk                                   |
| 2000                                                                          | «Kill the King»                      | —                | 21               | —                | —                | —                | —                | —                | Capitol Punishment: The Megadeth Years |
| 2001                                                                          | «Moto Psycho»                        | —                | 22               | —                | —                | —                | —                | —                | The World Needs a Hero                 |
| 2001                                                                          | «Dread and the Fugitive Mind»        | —                | —                | —                | —                | —                | —                | —                | The World Needs a Hero                 |
| 2004                                                                          | «Die Dead Enough»                    | —                | 21               | —                | —                | —                | —                | —                | The System Has Failed                  |
| 2005                                                                          | «Of Mice and Men»                    | —                | 39               | —                | —                | —                | —                | —                | The System Has Failed                  |
| 2005                                                                          | «The Scorpion»                       | —                | —                | —                | —                | —                | —                | —                | The System Has Failed                  |
| 2006                                                                          | «Gears of War»                       | —                | —                | —                | —                | —                | —                | —                | United Abominations                    |
| 2007                                                                          | «À Tout le Monde (Set Me Free)»      | —                | —                | —                | —                | —                | —                | —                | United Abominations                    |
| 2007                                                                          | «Sleepwalker»                        | —                | —                | —                | —                | —                | —                | —                | United Abominations                    |
| 2007                                                                          | «Washington Is Next!»                | —                | —                | —                | —                | —                | —                | —                | United Abominations                    |
| 2007                                                                          | «Never Walk Alone... A Call to Arms» | —                | —                | —                | —                | —                | —                | —                | United Abominations                    |
| 2009                                                                          | «Head Crusher»                       | —                | —                | —                | —                | —                | —                | —                | Endgame                                |
| 2010                                                                          | «The Right to Go Insane»             | —                | 34               | —                | —                | —                | —                | —                | Endgame                                |
| 2010                                                                          | «44 Minutes»                         | —                | —                | —                | —                | —                | —                | —                | Endgame                                |
| 2010                                                                          | «Sudden Death»                       | —                | —                | —                | —                | —                | —                | —                | Guitar Hero: Warriors of Rock          |
| 2011                                                                          | «Never Dead»                         | —                | —                | —                | —                | —                | —                | —                | Thirteen                               |
| 2011                                                                          | «Public Enemy No. 1»                 | —                | 28               | —                | —                | —                | —                | —                | Thirteen                               |
| 2012                                                                          | «Whose Life (Is It Anyways?)»        | —                | —                | —                | —                | —                | —                | —                | Thirteen                               |
| 2013                                                                          | «Super Collider»                     | —                | 48               | —                | —                | —                | —                | —                | Super Collider                         |
| «—» denotes releases that did not chart or were not released in that country. |                                      |                  |                  |                  |                  |                  |                  |                  |                                        |

## Відеоальбоми
| Рік  | Альбом                                                                                | Найвищі позиції в чартах | Найвищі позиції в чартах | Найвищі позиції в чартах | Найвищі позиції в чартах | Найвищі позиції в чартах | Найвищі позиції в чартах | Найвищі позиції в чартах | Найвищі позиції в чартах | Найвищі позиції в чартах | Найвищі позиції в чартах | Найвищі позиції в чартах | Найвищі позиції в чартах | Найвищі позиції в чартах | Найвищі позиції в чартах | Найвищі позиції в чартах | Найвищі позиції в чартах | Сертифікації                                                                              |
| Рік  | Альбом                                                                                | AU                       | AT                       | BE                       | CH                       | DE                       | DK                       | ES                       | FI                       | FR                       | IT                       | HU                       | JP                       | NL                       | SE                       | UK                       | US                       | Сертифікації                                                                              |
| ---- | ------------------------------------------------------------------------------------- | ------------------------ | ------------------------ | ------------------------ | ------------------------ | ------------------------ | ------------------------ | ------------------------ | ------------------------ | ------------------------ | ------------------------ | ------------------------ | ------------------------ | ------------------------ | ------------------------ | ------------------------ | ------------------------ | ----------------------------------------------------------------------------------------- |
| 1991 | Rusted Pieces Деталі - Реліз: 5 лютого - Лейбл: Elektra                               | —                        | —                        | —                        | —                        | —                        | —                        | —                        | —                        | —                        | —                        | —                        | —                        | —                        | —                        | —                        | —                        | Список - : 4×Платиновий                                                                   |
| 1992 | Exposure of a Dream Деталі - Реліз: 8 вересня - Лейбл: Elektra                        | —                        | —                        | —                        | —                        | —                        | —                        | —                        | —                        | —                        | —                        | —                        | —                        | —                        | —                        | —                        | —                        | Список - : 2×Платиновий                                                                   |
| 1995 | Evolver: The Making of Youthanasia Деталі - Реліз: 6 грудня - Лейбл: Elektra          | —                        | —                        | —                        | —                        | —                        | —                        | —                        | —                        | —                        | —                        | —                        | —                        | —                        | —                        | —                        | —                        | Список - : 3×Платиновий                                                                   |
| 2002 | Rude Awakening Деталі - Реліз: 6 травня - Лейбл: Elektra                              | —                        | —                        | —                        | —                        | —                        | —                        | —                        | 8                        | —                        | —                        | —                        | —                        | —                        | —                        | —                        | —                        | Список - : Золотий - : Золотий - : 2×Платиновий - : 3×Платиновий                          |
| 2005 | Video Hits Деталі - Реліз: 20 листопада - Лейбл: Elektra                              | —                        | —                        | —                        | —                        | —                        | —                        | —                        | —                        | —                        | —                        | —                        | —                        | —                        | —                        | —                        | —                        | Список - : 7×Платиновий - : Платиновий - : Платиновий - : Платиновий - : 6×Платиновий     |
| 2006 | Arsenal of Megadeth Деталі - Реліз: 20 листопада - Лейбл: Elektra                     | —                        | —                        | —                        | —                        | —                        | —                        | —                        | 1                        | —                        | —                        | —                        | —                        | —                        | 7                        | —                        | —                        | Список - : 7×Платиновий - : Золотий - : Платиновий - : Золотий - : Золотий - : Платиновий |
| 2007 | That One Night: Live in Buenos Aires Деталі - Реліз: 20 листопада - Лейбл: Elektra    | —                        | —                        | —                        | —                        | —                        | —                        | —                        | 1                        | —                        | —                        | —                        | —                        | —                        | 12                       | —                        | —                        | Список - : Золотий - : 3×Платиновий                                                       |
| 2010 | Rust in Peace Live Деталі - Реліз: 20 листопада - Лейбл: Elektra                      | —                        | —                        | —                        | —                        | —                        | —                        | —                        | 4                        | —                        | —                        | —                        | —                        | —                        | 13                       | —                        | —                        | Список - : 3×Платиновий                                                                   |
| 2010 | The Big Four: Live from Sofia, Bulgaria Деталі - Реліз: 20 листопада - Лейбл: Elektra | —                        | —                        | —                        | —                        | —                        | —                        | —                        | 1                        | —                        | —                        | —                        | —                        | 7                        | 1                        | —                        | —                        | Список - : 2×Платиновий - : Платиновий - : Платиновий - : 2×Платиновий                    |
| 2013 | Countdown to Extinction: Live Деталі - Реліз: 20 листопада - Лейбл: Elektra           | —                        | —                        | —                        | —                        | —                        | —                        | —                        | 4                        | —                        | —                        | —                        | —                        | 29                       | 9                        | —                        | —                        | Список - : Платиновий - : Платиновий - : Платиновий                                       |

## Музичні відео
| Рік  | Пісня                             | Режисер |
| ---- | --------------------------------- | ------- |
| 1986 | «Peace Sells»                     |         |
| 1986 | «Wake Up Dead»                    |         |
| 1988 | «In My Darkest Hour»              |         |
| 1988 | «Anarchy in the U.K.»             |         |
| 1989 | «No More Mr. Nice Guy»            |         |
| 1990 | «Holy Wars... The Punishment Due» |         |
| 1990 | «Hangar 18»                       |         |
| 1991 | «Go to Hell»                      |         |
| 1985 | «Foreclosure of a Dream»          |         |
| 1985 | «High Speed Dirt»                 |         |
| 1985 | «Symphony of Destruction»         |         |
| 1986 | «Skin o' My Teeth»                |         |
| 1986 | «99 Ways to Die»                  |         |
| 1987 | «Sweating Bullets»                |         |
| 1989 | «A Tout le Monde»                 |         |
| 1989 | «Reckoning Day»                   |         |
| 1989 | «Angry Again»                     |         |
| 1989 | «Train of Consequences»           |         |